# Радянське вторгнення в Азербайджан
Радя́нське вто́ргнення в Азербайджа́н, також радя́нська окупа́ція Азербайджа́ну (азерб. Azərbaycanın Sovet işğalı) або Квітне́вий переворо́т (азерб. Aprel çevrilişi), — військова кампанія, проведена 11-ю армією Радянської Росії в квітні 1920 року з метою встановлення радянського уряду в Азербайджанській Демократичній Республіці. Вторгнення співпало з антиурядовим повстанням, яке влаштували місцеві азербайджанські більшовики в столиці Баку. Вторгнення призвело до розпаду Азербайджанської Демократичної Республіки та створення Азербайджанської Радянської Соціалістичної Республіки.

## Передумови

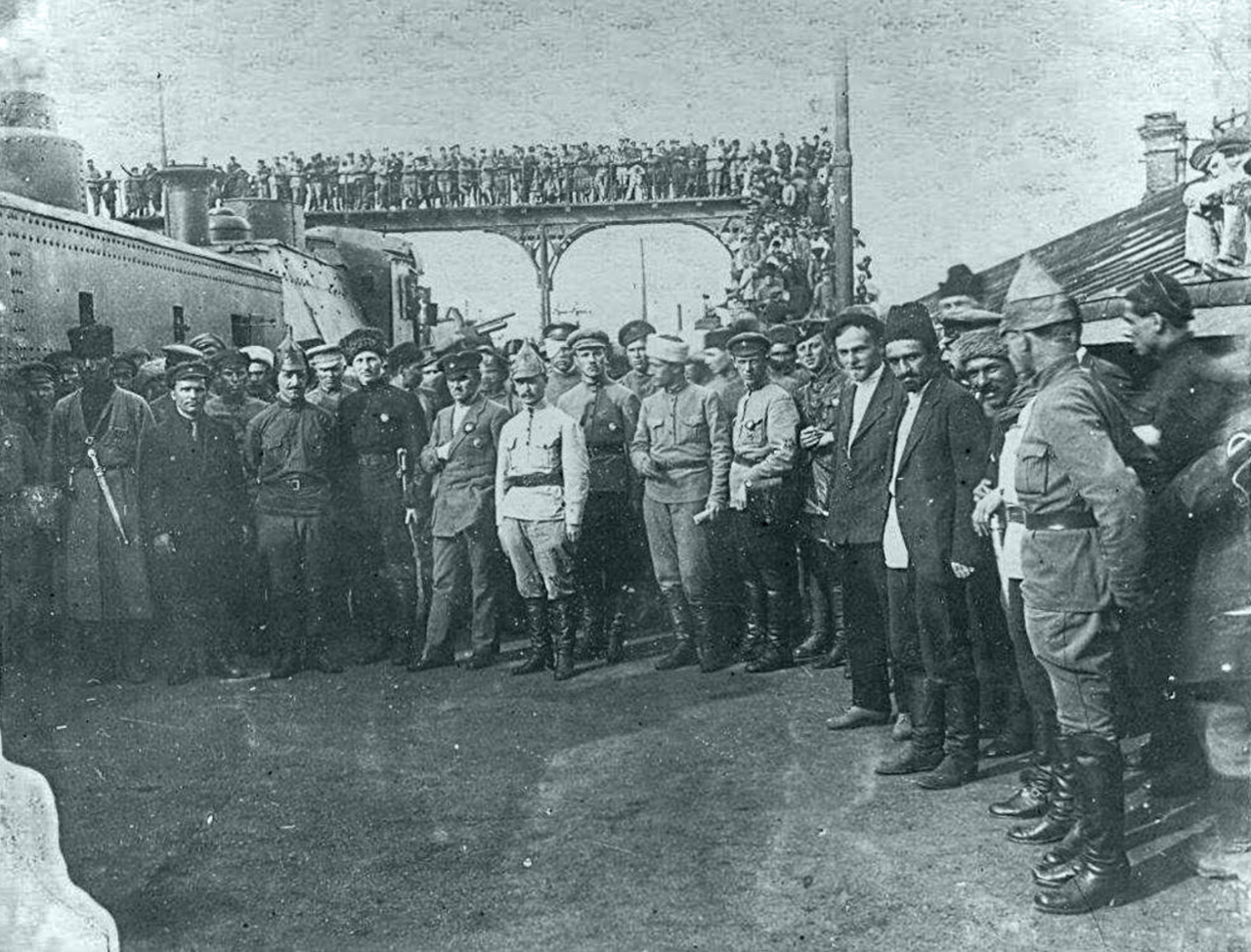
Сергій Кіров, Анастас Мікоян, Серго Орджонікідзе та Михайло Левандовський серед червоноармійців у Баку

На початку січня 1920 року з Москви надійшло повідомлення про те, що всі національні організації мають бути ліквідовані і вступити до комуністичної партії відповідно до регіону, де вони розташовані. Новостворена Комуністична партія включатиме всі національності Азербайджану, не розділяючи їх на мусульман чи турків, як це було з «Хімматом», який тепер потрібно було припинити. Нова організація отримала назву Комуністична партія Азербайджану (AzCP). Незважаючи на те, що «Хіммат» був розпущений, члени цієї партії не протестували, оскільки на Установчому з'їзді AzCP більшість учасників були мусульманами. Отже, «Хіммат» мав стільки ж представників, скільки і Комуністична партія Росії — 30, ще 30 належали до «Адалату», а ще 60 належали іншим комуністичним осередкам, які також були переважно Гімматами.
Все почалося з першої ноти на початку січня 1920 року від наркома закордонних справ радянської Росії Георгія Чичеріна до прем'єр-міністра Фаталі хана Хойського. У цій записці Чичерін вимагав створити союз проти Денікіна, який був провідним генералом білого руху. Це було зроблено для того, щоб втягнути Азербайджанську Демократичну Республіку у вичерпну громадянську війну, яка потребувала б величезних зусиль у рівноправній боротьбі. Верховний суд союзників відреагував на радянський тиск і вирішив направити Азербайджану військову допомогу. Фаталі-хан Хойський, який вважав, що союзники прийдуть вчасно, відмовився від першої вимоги Чичеріна.
У своїй другій ноті до Хойського Чичерін звинуватив азербайджанський уряд у тому, що він не приєднався до російської армії проти свого ворога. Він також повторив свої вимоги, які знову не були задоволені Хойським. Натомість у своїй відповіді на початку лютого Хойський наполягав на визнанні Азербайджану суверенною та незалежною країною, перш ніж вони переходять до подальших дискусій. Чичерін у своїй наступній записці зазначив, що визнання Азербайджану незалежною країною не має переваг, і що Рада сприймає вимоги і нотатки Хойського як відмову від його пропозицій.
Тим часом в AzCP спостерігали зростання кількості послідовників цієї ідеології. Наприкінці квітня 1920 року кількість членів сягнула 4000 осіб. Люди в основному виступали за те, як Азербайджан повинен був капітулювати перед Радянською Росією, оскільки це був єдиний спосіб врятувати республіку. Одним із найвидатніших послідовників цієї ідеї був тогочасний міністр внутрішніх справ Мамед Хасан Гаджинскі. Навіть після того, як Гажинський був переведений на іншу, менш центральну посаду в кабінеті міністрів, він продовжував свою проросійську економічно спрямовану діяльність, таку як продаж нафти совітам.
23 березня 1920 року вірмени почали протестувати в Карабаху за підтримки Єревана. Уряд Азербайджану відреагував, направивши більшу частину своєї армії в цей регіон і залишивши Баку та Північний регіони без захисту. Тим часом російські війська — одинадцята більшовицька армія — завойовували Північний Кавказ, включаючи Дагестан, і наближалися до кордонів Азербайджану.
На початку 1920 року Радянська Росія вкрай потребувала поставок нафти з Баку. 17 березня 1920 року Володимир Ленін надіслав до Реввійськоради на Кавказькому фронті такий телеграф:
Після цього він призначив Серебровського взяти під контроль Бакинську нафту. Серго Орджонікідзе та його заступник Сергій Кіров змушені були вчинити військові дії, спрямовані на завоювання території під спецорганом Кавказького бюро. Розгублений, Хойський 15 квітня надіслав Чичеріну ноту з вимогою пояснити, чому більшовицькі війська наближаються до кордонів Азербайджану. Однак від Чичеріна відповіді не було.
Змінювалася і політична ситуація в країні. Члени меншовицького «Хіммата» по черзі вступали до комуністичної партії. Партія Іттіхад також втрачала своїх членів через AzCP. Уряд Усубакова, який втратив підтримку Іттіхаду через переміщення членів КП, пішов у відставку 1 квітня. Гажинський вирішив скористатися цією ситуацією і сформувати новий кабінет. Гаджинський безперервно вів переговори з Халілом-пашою, який бачив у першому другом Туреччини. Разом з AzCP вони розробили проект резолюції, в якій зазначалося, що вторгнення Червоної армії немає, оскільки Комуністична партія Туреччини і AzCP збираються організувати внутрішній переворот уряду. Їм навіть вдалося отримати підтвердження від одинадцятої армії, що остання не збирається втручатися в країну протягом 24 годин.
У ніч з 22 на 23 березня, під час святкування Новруза, вірменські збройні загони несподівано напали на азербайджанські гарнізони у Шуші, Аскерані й Ханкенді, намагаючись захопити азербайджанські війська зненацька.
З телеграми міністра закордонних справ АДР Ф. Хойського дипломатичному представнику Азербайджану у Вірменії Т. Макинському від 24 березня 1920 року:
|  | Вночі 22 березня у всьому Карабаху спалахнуло повстання вірменів. Одночасно здійснені напади збройних вірменських сил на наші військові частини в Шуші, Ханкенді, Аскерані, Тертері та інших місцях. Напади поки відбито, втрат з боку вірменів більше. Усюди тривають бої, всіх необхідних заходів вжито. |

Азербайджанський уряд перекинув основну частину збройних сил країни до Карабаху для придушення заколоту. Побачивши, що північні кордони Азербайджану практично незахищені, більшовики скористались із цієї можливості для встановлення радянської влади у країні.
У січні 1920 року командувачем Кавказьким фронтом було призначено М. М. Тухачевського, який прибув до Порту-Петровська разом із членом Реввоєнради Серго Орджонікідзе. У ніч на 21 квітня Тухачевський видав директиву командуванню 11-ї армії та Волзько-Каспійської воєнної флотилії про наступ на Баку:
|  | Головні сили Азербайджану зайняті на західному кордоні своєї держави. В районі ст. Ялама — Баку, за даними розвідки, є лише незначні азербайджанські сили. У розвиток отриманих мною директив наказую: 1. Командарму 11-ї армії 27 квітня цього року перейти кордон Азербайджану та стрімким наступом оволодіти територією Бакинської губернії. Операцію Ялама — Баку завершити у 5-денний термін. Вислати кавалерійські загони для захоплення Закавказької залізниці в районі Кюрдамір. 2. Комфлоту Раскольникову до моменту підходу частин 11-ї армії до Апшеронського півострова здійснити в районі ст. Алят десант невеликого загону, який має бути виділений розпорядженням командарма 11-ї армії. Швидким нальотом оволодіти в Баку усім наливним флотом, не допустити псування нафтових промислів. |

## Розстановка сил

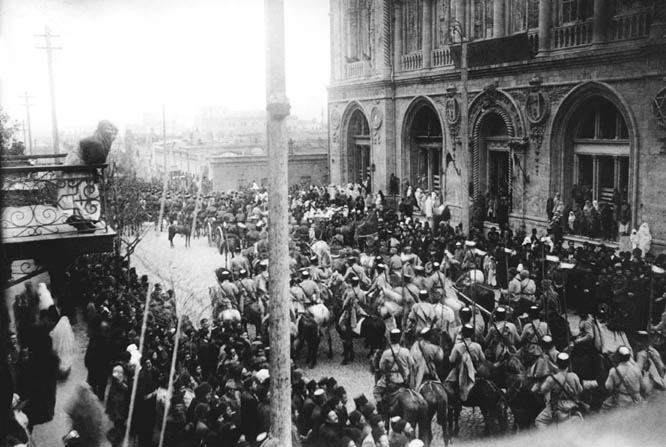
Парад в Азербайджанській Демократичній Республіці, 1919 р.

### РСЧА
- Кавказький фронт
  - 11-а армія
    - 20-а стрілецька дивізія
    - 28-а стрілецька дивізія
    - 32-а стрілецька дивізія
    - 2-й кінний корпус

## Хронологія

### Хід операції
Відповідно до російського автора О. Б. Широкорада, «вторгнення радянських військ до Азербайджану відбувалось за стандартним більшовицьким сценарієм: місцевий ревком підбурює справжнє чи „віртуальне“ повстання робітників й одразу ж звертається за допомогою до Червоної Армії. За цією схемою діяли понад 50 років — вторгнення 1956 року до Угорщини, у 1968 році — до Чехословаччини тощо».
28 квітня Бакинський ревком звернувся за допомогою до Раднаркому РРФСР. Однак ще за день до звернення за допомогою, 11-а армія у складі 26-ї, 28-ї, 32-ї стрілецьких дивізій та 2-го кінного корпусу (загалом понад 30 тис. чоловік) вторглась на територію Азербайджану. Передбачалось завдати неочікуваного удару силами 11-ї армії вздовж залізниці Порт-Петровськ — Баку, кавалерії наступати на Шемаху, Кюрдамір й відрізати шляхи відходу супротивнику. Волзько-Каспійська флотилія мала прикривати сухопутні війська з моря й висадити десант в районі станції Алят, на південь від Баку. Однак долю операції вирішили бронепоїзди.

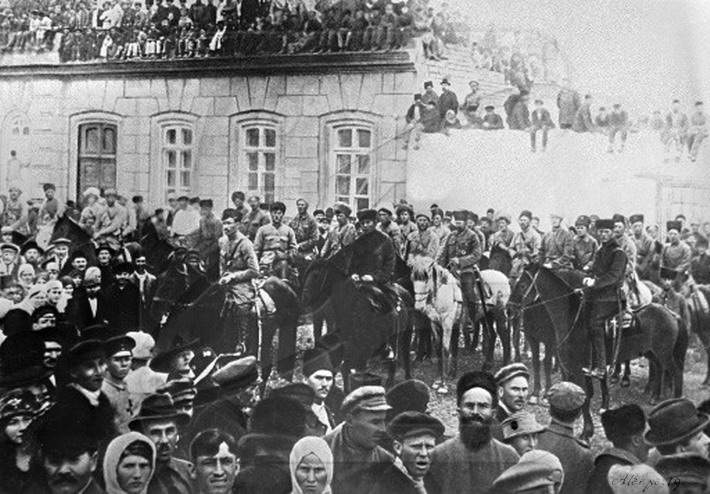
Баку. Бійці Червоної Армії вступають до міста. 1920

27 квітня 4 радянських бронепоїзди під командуванням М. Г. Єфремова, на яких разом із червоноармійцями знаходились керівники компартії Азербайджану, перетнули кордон поблизу річки Самур. При підході до станції Ялама відбулось зіткнення з мусаватистами, що пустили назустріч бронепоїздам паротяг-брандер, який був розбитий та скинутий з колій, а на самій станції трофеями червоних стали гаубична батарея і 500 полонених. В районі станції Худат проти них висунулись два мусаватистських бронепоїзди, але після короткої артилерійської дуелі вони відступили, а на станції червоним дістались п'ять артилерійських батарей. Основні частини азербайджанських військ знаходились на західному фронті. У терміновій телеграмі воєнного міністра Мехмандарова, яку було відправлено 27 квітня на західний фронт, повідомлялось: «Більшовики напали на станцію Ялама, просуваються далі, зайняли Худат, становище критичне. Наказую сьогодні ж вислати до Кизилбуруна з Казаха та з Гянджі по одному батальйону, за можливістю кожен силою не менше 500 багнетів».
Однак ситуація розвивалась стрімко. Того ж дня азербайджанські більшовики й робітники організували збройне повстання, захопили стратегічні об'єкти у столиці, висунувши парламенту ультиматум про здачу влади. Парламент прийняв постанову про передачу влади Азербайджанському революційному комітету й у ніч на 28 квітня був розпущений. Вся повнота влади перейшла до Азревкому, який проголосив Азербайджанську Радянську Соціалістичну Республіку. Вранці 28 квітня бронепоїзди увійшли до Баку. Слідом за ними рухались частини 11-ї армії, які увійшли до столиці Азербайджану 29 квітня, а наступного дня до міста прибули Левандовський, Орджонікідзе та Кіров. 1 травня кораблі Волзько-Каспійської військової флотилії увійшли до Баку. У телеграмі В. І. Леніну від 4 травня Орджонікідзе й Кіров так змальовували ситуацію:
|  | 26 квітня наші війська перетнули кордон Азербайджану, знаючи, що Комітет азербайджанських комуністів опівночі на 28 квітня зажадав від уряду передати владу комітету комуністів. (Наші бронепоїзди у цей час були в Хачмасі). Після короткої наради уряд передав владу комуністам, що утворили Азербайджанський та Бакинський ревкоми, які складались виключно з мусульман. Було проголошено незалежну Соціалістичну Радянську Азербайджанську Республіку. Першим актом Ревкому було звернення до Радянської Росії за збройною допомогою й пропозицією воєнного союзу. Війська наші йшли без усілякого опору. Після передачі влади комуністам через дві години наші бронепоїзди були у Баку, маючи з собою батальйон піхоти. Наступного дня прибула наша кавалерія і штаб армії. Війська Азербайджану цілком перейшли на наш бік. Досить активну роль на користь революції в Баку відіграли турецькі аскери й офіцери, загін яких завадив уряду втекти з Баку. Ентузіазм населення, особливо мусульман й робітників, неможливо змалювати, можна порівняти лише із Жовтневим у Петербурзі з тією різницею, що тут не було ніяких сутичок. Усюди повний порядок . |

### Завершення радянизації Азербайджану
Дізнавшись про події у Баку 28 квітня Гянджинський окружний комітет АКП(б) організував губернський ревком на чолі з Ф.Алієвим, пред'явивши губернатору ультиматум про здачу влади, після чого ввечері наступного дня губернатор Ібрагім-ага Векілов підписав акт про здачу влади Ревкому у всій Гянджинській губернії. 2-й кінний корпус просуванням на Кусари, Кубу, Шемаху, Кюрдамір забезпечував операцію із заходу й відрізав мусаватським військам шляхи відходу на Гянджу. 3 травня десант військових моряків увійшов до Ленкорані, а наступного дня до Астари. 5 травня частини 11-ї армії, зайнявши Акстафу, Пойлі, вийшли до Казаху. 7 травня 7-а кавалерійська дивізія оволоділа станцією Євлах, а 11 травня зайняла місто Закатали. За 10—15 днів радянська влада була встановлена на всій території Азербайджану.

## Підсумки
У 1-й половині травня було захоплено майже всю територію Азербайджану.
Упродовж Бакинської операції загинуло близько 40 червоноармійців і 70 солдат армії Азербайджану. Близько 600 солдат АДР взято у полон.
Така стрімка поразка АДР (мала найсильнішу армію у Закавказзі) пояснювалась тим, що майже вся 40 000 армія була перекинута до Карабаху для наступу на Зангезур. 30 000 11-ї армії протистояло лише 1000 солдат і 500 жандармів АДР.